# Weingut Josef Hofstätter

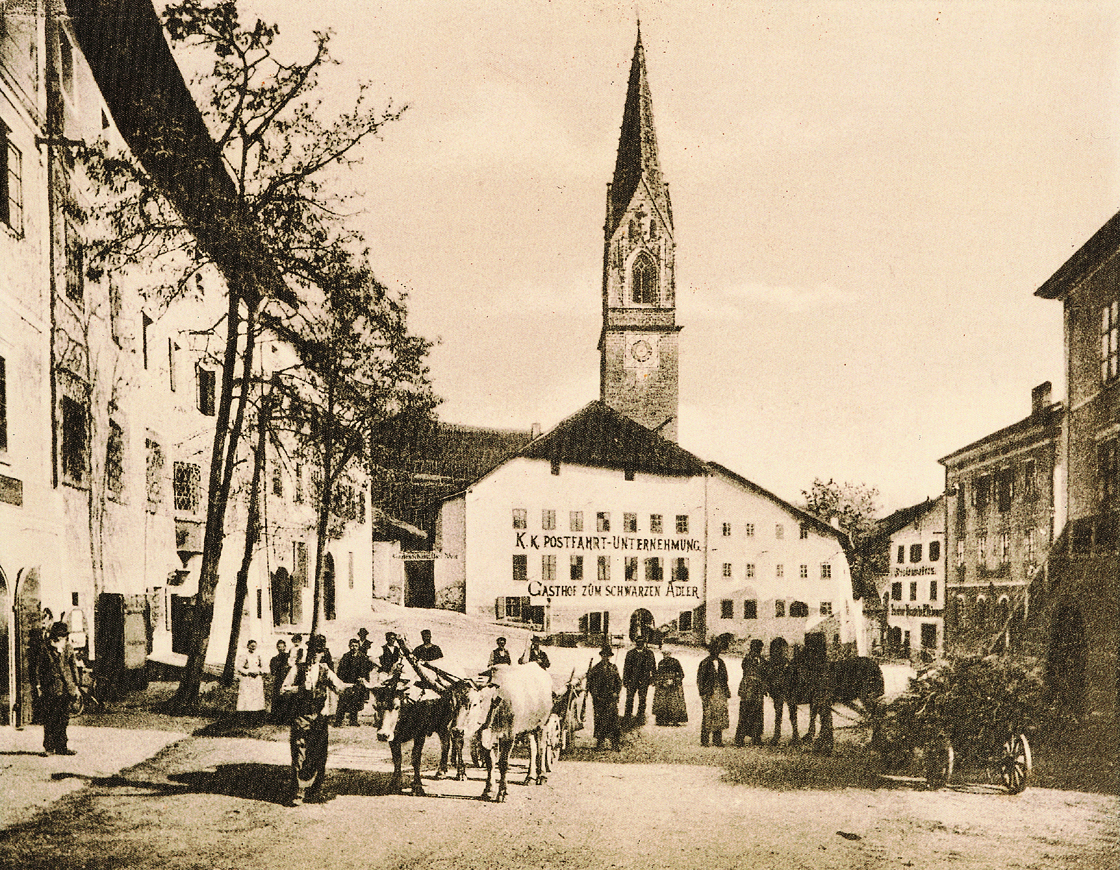
Weingut Josef Hofstätter, Tramin

Das Weingut Josef Hofstätter in Tramin gehört zu den traditionsreichsten Weinproduzenten des Südtiroler Weinbaugebiets. Geführt wird die Kellerei von der Familie Foradori Hofstätter.

## Geschichte

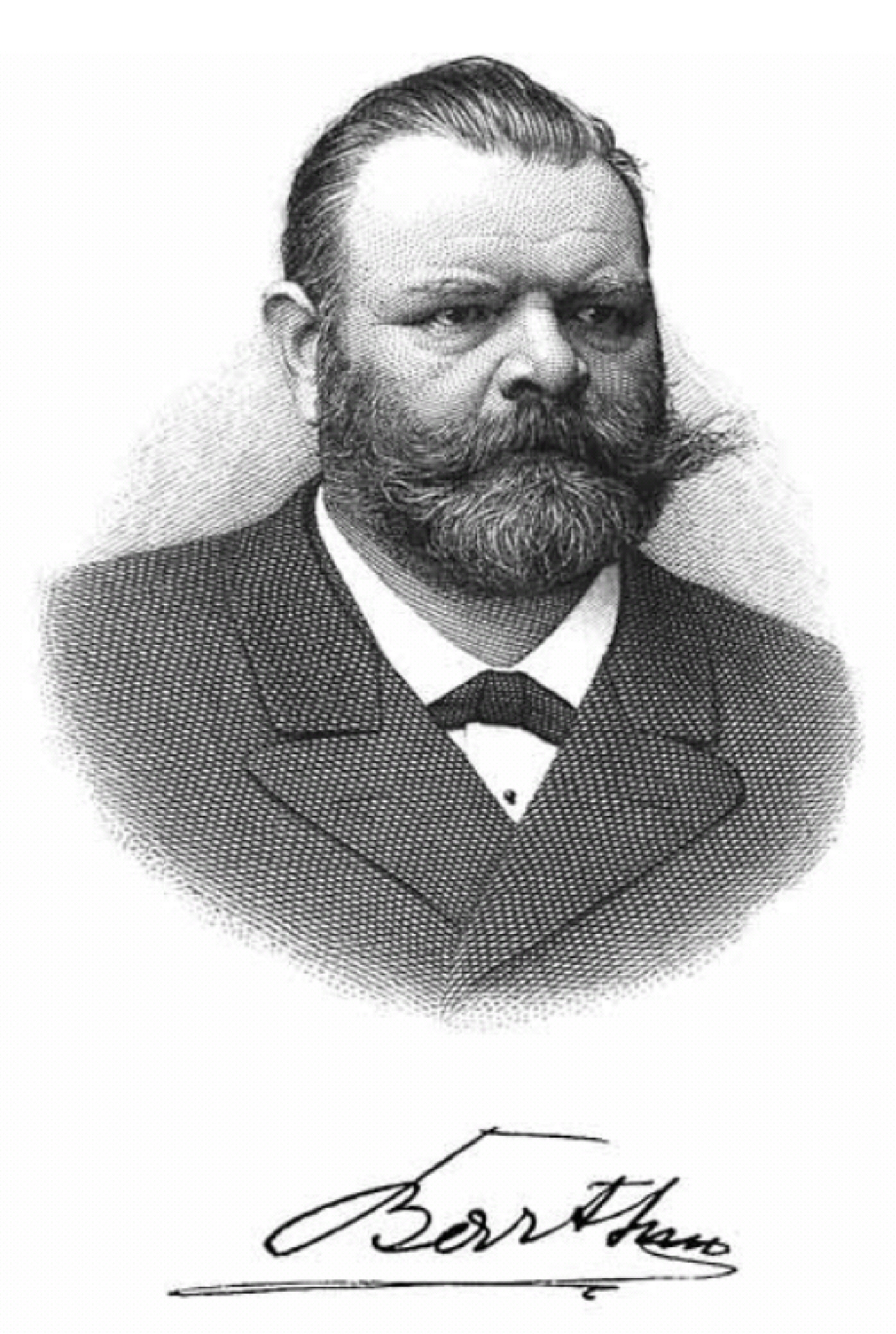
Ludwig Barth von Barthenau

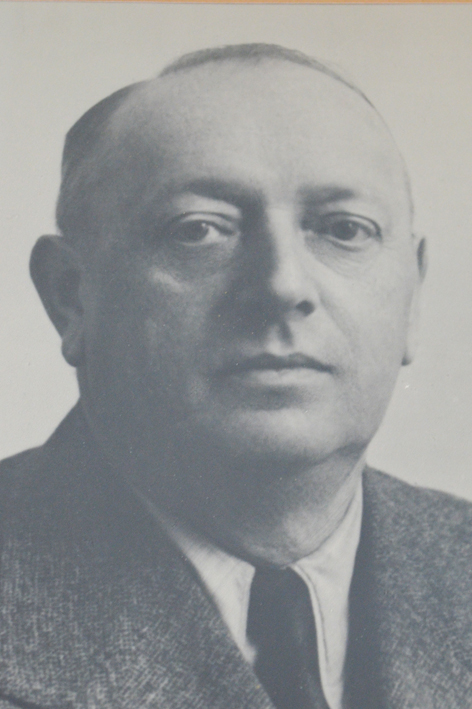
Josef Hofstätter

Die Blauburgunder-Rebe (Pinot Noir, Pinot Nero) holte der Chemiker und Universitätsprofessor Ludwig Barth zu Barthenau vor etwa 150 Jahren ins heutige Südtirol und baute sie auf der Hochebene von Mazon bei Neumarkt erfolgreich an. Pionierarbeit leistete auch der Weinhändler, Winzer und Dorfschmied Josef Hofstätter (* 8. Juli 1884 in Tramin; † 13. September 1942 in Tramin), indem er nach dem Ersten Weltkrieg bis zu seinem frühen Tod in großem Stil italienischen Wein nach Deutschland, Österreich und in die Schweiz exportierte. Den Namen Josef Hofstätter trägt das Weingut bis heute, das mit gut 50 Hektar zu den größten Produzenten im Südtiroler Unterland gehört.

## Sitz des Weingutes Josef Hofstätter
Das Gut liegt mitten im Dorf Tramin an der Weinstraße. Der Ort verlieh dem Traminer, einer der ältesten, vermutlich aus Wildreben hervorgegangenen Traubensorte, ihren Namen. Schon im Mittelalter wird die Qualität des Traminer Weines gerühmt. Die Bedeutung der heute bekannten, überaus aromatischen Varietät des Gewürztraminers und deren Anbau veranschaulicht ein 2008 beim Weingut Josef Hofstätter eröffneter Schauweingarten.
Seinen Sitz hat das Weingut in einem stattlichen Bau aus dem 16. Jahrhundert, der einst die k.k. Postfahrunternehmung und den Gasthof zum Schwarzen Adler beherbergte. In dessen Keller kelterte Josef Hofstätter seine ersten Weine.
Die Weingärten grenzen unmittelbar an die Gutsgebäude. Davor weitet sich der Dorfplatz, und direkt daneben steht die Pfarrkirche Tramin mit ihrem spätmittelalterlichen Turm. 1997 wurde dem Bau ein gedrungener, holzverkleideter Weinturm mit preisgekrönter Architektur von Walter Angonese zur Seite gestellt, in dem moderne Keller- und Lagerräume auf kleinem Grundriss Platz fanden.

## Höfe, Lagen, Rebsorten
Die Lagen des Weinguts Hofstätter erstrecken sich zu beiden Seiten der Etsch und sind mit weißen wie roten Reben bestockt. Zum Weingut gehören mehrere Höfe mit historischen Ansitzen (südtirolerisch für Herrenhaus), bekannten Lagen und heimischen Rebsorten.

### Kolbenhof
Zwei Weine tragen den Namen dieses Hofes: der Gewürztraminer „Kolbenhof“ und der „Kolbenhofer“, ein Vernatsch, der bereits zu Anfang des letzten Jahrhunderts nach Lagen separiert ausgebaut wurde. Erstmals erwähnt wurde der Hof, der zum höher gelegenen Ortsteil Söll gehört, im 16. Jahrhundert. Von 1722 bis 1773 war der Kolbenhof im Besitz des Jesuitenordens aus Innsbruck, dann mit einer Unterbrechung in Händen der Herren von Unterrichter, die um 1840 das nahegelegene Schloss „Rechtenthal“ errichten ließen.
Heute sind der Mergelboden und das besondere Mikroklima am Kolbenhof dem Gewürztraminer vorbehalten, dessen fruchtig würziges Aroma mit feiner Säure für diese Weinregion typisch ist.

### Steinraffler
Unweit des Kolbenhofes am Söller Berg wird eine heimische rote Traube angebaut: der Lagrein. Auch diese Sorte ist seit dem Mittelalter landestypisch für das südliche Tirol. Im Weingarten Steinraffler findet die Sorte gute Wachstumsbedingungen vor, wie auch eine wissenschaftliche Studie belegt, die das klassische Anbaugebiet bei Bozen und die Lagreinpflanzungen im Südtiroler Unterland untersuchte. Die Bezeichnung Steinraffler verweist auf die geologische Beschaffenheit der Lage. „Raffler“ (südtirolerisch) meint das „Angesammelte“ und damit das angeschwemmte Geröll aus Kalk- und Dolomitgestein am Fuß des Söller Berges.

### Oberer und Unterer Yngramhof

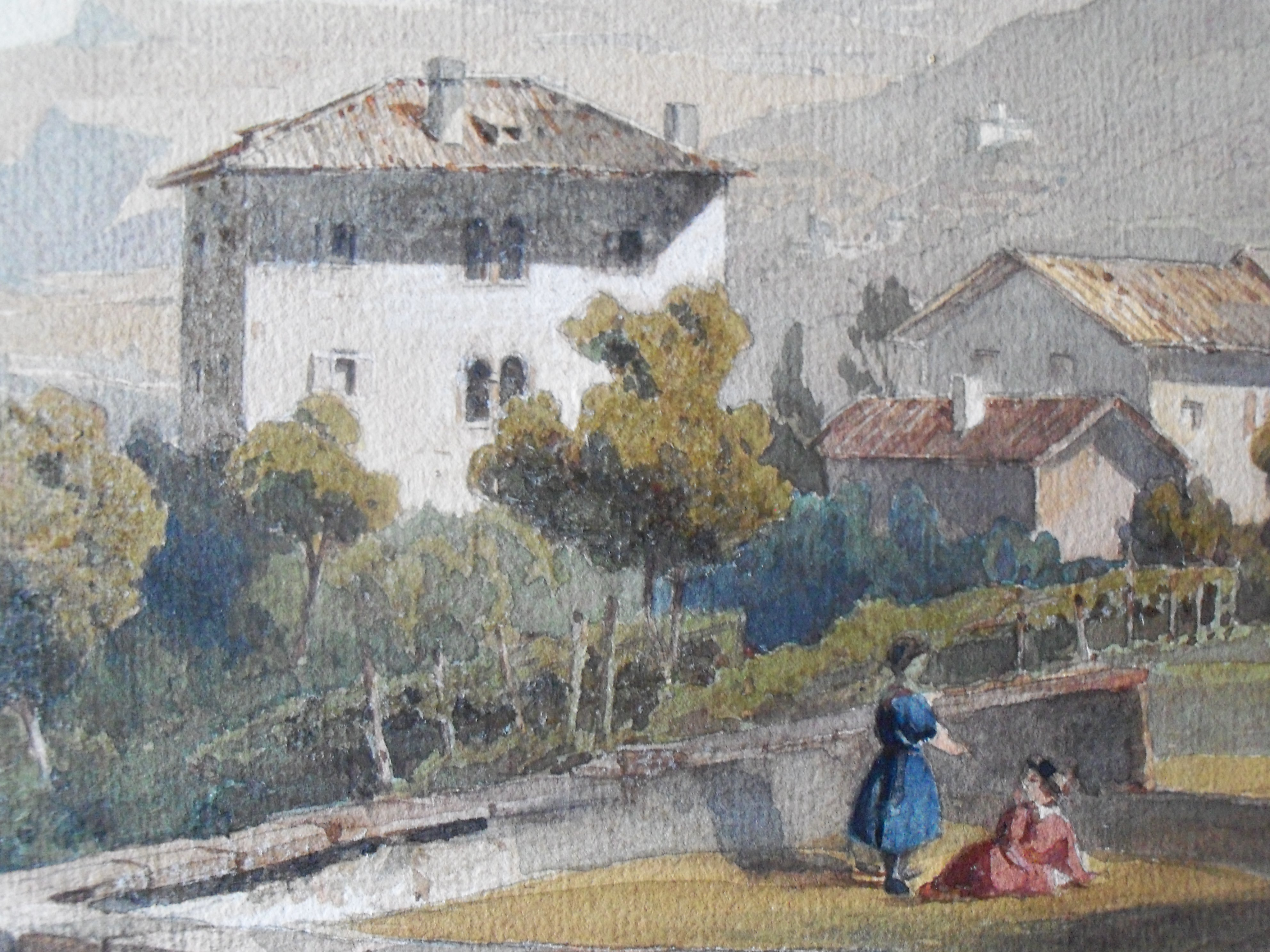
Unterer Yngramhof, Mazon

Auf der östlichen Talseite der Etsch, oberhalb von Neumarkt, liegt die Verebnung von Mazon, die für ihre wertvollen Burgunderlagen geschätzt wird. Schon im Mittelalter ist dort eine Streusiedlung nachweisbar, zu deren altem Kern die beiden Yngramhöfe gehören. Der Untere Yngramhof ist das markanteste und am besten erhaltene Herrenhaus der Gegend. Seine heutige Gestalt geht im Wesentlichen auf das Jahr 1642 zurück. Damals war das fruchtbare Land in einer Mischkultur bepflanzt. Heute ist es ausschließlich mit Reben, vor allem mit Blauburgunder bestockt.

### Barthenau

Barthenau

Schon 1870 hat Ludwig Barth zu Barthenau die Blauburgunderrebe bei seinem gleichnamigen und prächtigen Ansitz in Mazon kultiviert. Die aus Frankreich eingeführte Traube erwies sich schon bald als die richtige Wahl und wurde heimisch. Heute sind die Blauburgunderweine aus Mazon eine international anerkannte Größe auf der Karte des Weinlandes Italien.
Seinen breitgelagerten Ansitz mit angebautem Eckturm hat Barth von Barthenau von dem Maler Karl Anrather ausschmücken, die Fassade mit Ornamenten und großen Figuren bemalen lassen. Karl Anrather war auf der gegenüberliegenden Talseite in Magreid geboren, an der Münchner Akademie der Künste ausgebildet und auch als Porträtmaler bei Ludwig Barth von Barthenau geschätzt.

### Oberer Kerschbaumerhof
Auf derselben Talseite weiter südlich in Buchholz liegt der Obere Kerschbaumerhof mit der Kapelle Maria Schnee. Seine Weingärten in einer Höhe von 750 m eignen sich für weiße Rebsorten. Wie beim Unteren Yngramhof wurde auch beim Kerschbaumerhof ein mittelalterlicher Gebäudekern in Formen der Renaissance ausgebaut. An dem Hof mit seinem sakralen Kleinod führt noch heute die alter Handelsstraße von Salurn ins Cembratal vorbei, auch bekannt als Dürerweg.